# Svatyně

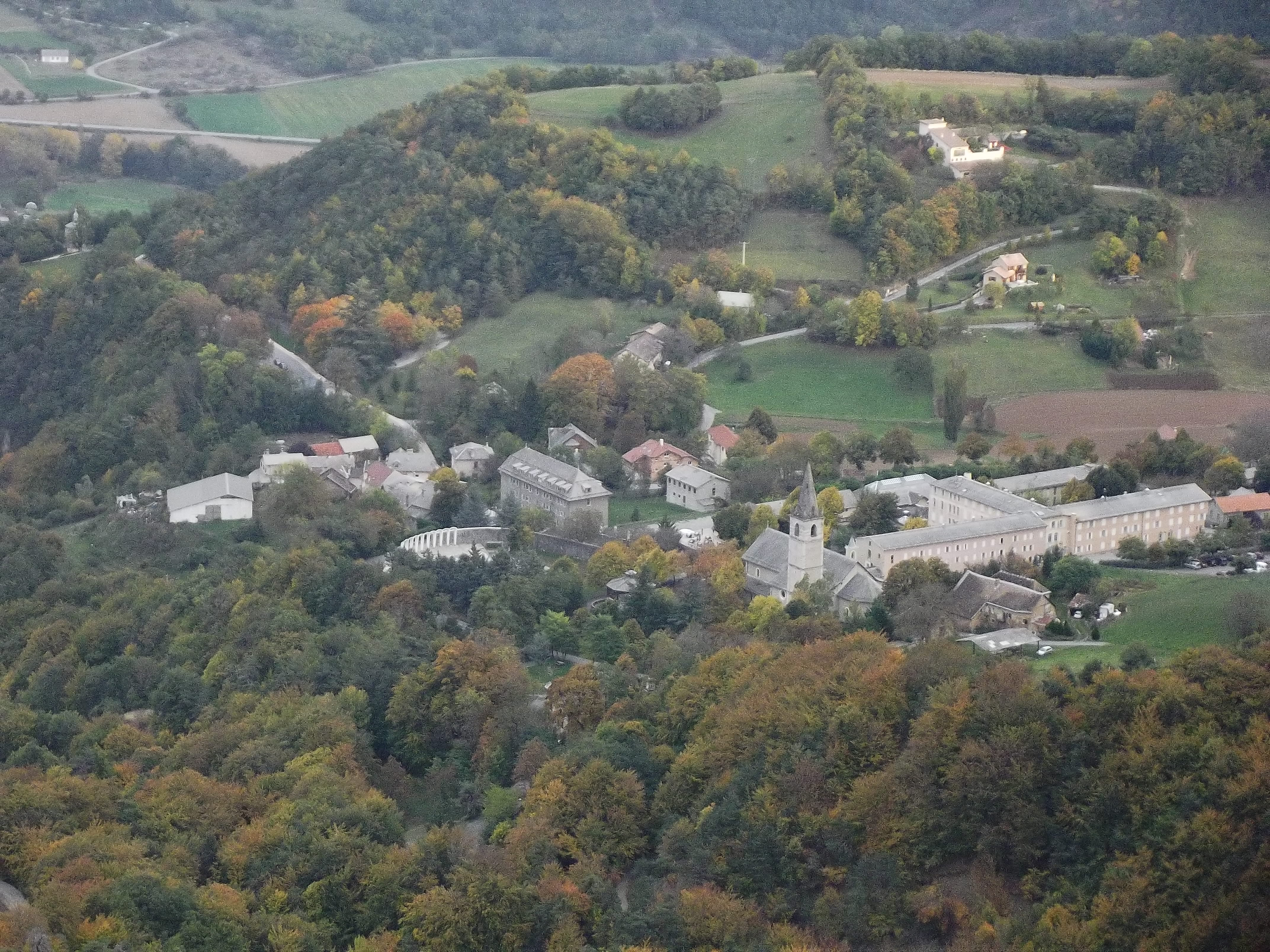
Svatyně Panny Marie z Laus

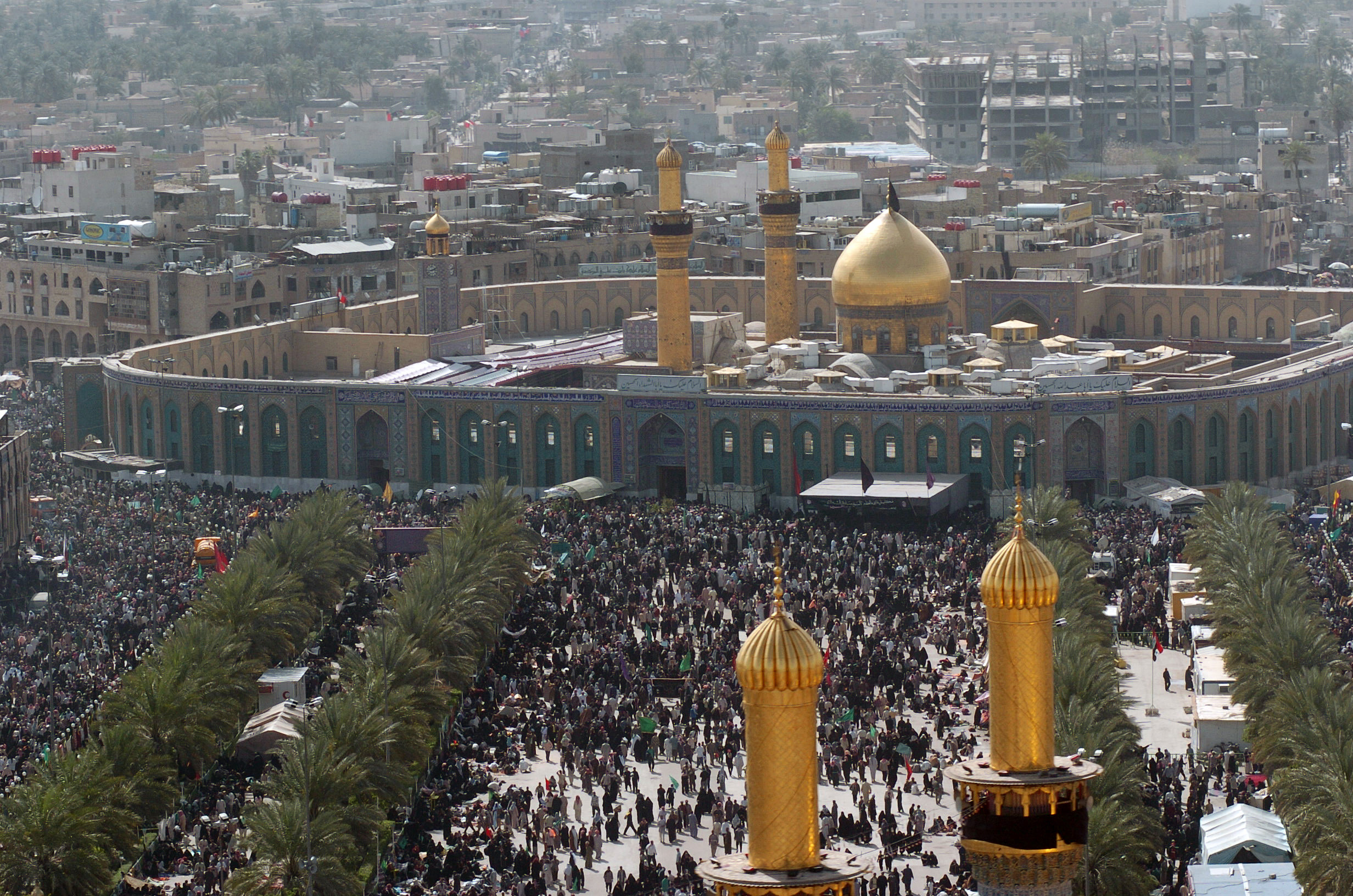
Islámští poutníci před Svatyní imáma Husajna v Karbale, Irák

Svatyně je obecné označení pro místo, které má pro určitou skupinu lidí „posvátný“ charakter. Bývá dějištěm náboženských obřadů, často jsou ve svatyni uloženy relikvie či různé náboženské předměty.

## Charakteristika
Označení svatyně bývá užíváno zejména ve spojitosti s náboženstvími východu jako je šintoismus – mezi nejznámější šintoistické svatyně patří např. Icukušima či svatyně Ise. Za svatyně mohou být pokládány i posvátné háje, posvátné stromy, megalitické stavby či poutní kostely. Pojem je však užíván i ve specifických případech v křesťanství.